# Pełzacz leśny
Pełzacz leśny (Certhia familiaris) – gatunek małego ptaka z rodziny pełzaczy (Certhiidae), zamieszkujący Eurazję. Nie jest zagrożony.

## Systematyka
Wyróżniono następujące podgatunki C. familiaris:
- Certhia familiaris britannica – Irlandia i Wielka Brytania.
- Certhia familiaris macrodactyla – zachodnia i środkowa Europa.
- Certhia familiaris corsa – Korsyka.
- Certhia familiaris familiaris – północna i wschodnia Europa.
- Certhia familiaris daurica – południowa Syberia i północny Kazachstan do południowo-wschodniej Syberii, północna Japonia, Korea i północno-wschodnie Chiny.
- Certhia familiaris caucasica – północna Turcja przez Kaukaz.
- Certhia familiaris persica – południowo-wschodni Azerbejdżan i północny Iran.
- Certhia familiaris bianchii – północne i środkowe Chiny.
- Certhia familiaris tianschanica – południowo-wschodni Kazachstan, Kirgistan i północno-zachodnie Chiny.
- Certhia familiaris japonica – południowa Japonia.

Do C. familiaris zaliczano dawniej także taksony C. hodgsoni (pełzacz mały) i C. americana (pełzacz amerykański), zostały one jednak wydzielone jako oddzielne gatunki ze względu na różnice genetyczne oraz w głosie.

## Występowanie
Zamieszkuje większość Europy łącznie z Wyspami Brytyjskimi (bez obszaru północno-zachodniej Francji, Holandii, Islandii, większości półwyspów Iberyjskiego i Apenińskiego) oraz leśną strefę Azji aż do Japonii. W porównaniu do pełzacza ogrodowego zamieszkuje tereny o chłodniejszym klimacie, położone bardziej na północy i wschodzie, jednak na dość dużym obszarze w centrum Europy zasięgi występowania obu gatunków pokrywają się. Zasadniczo osiadły, czasem koczujący.
W całej Polsce średnio liczny ptak lęgowy i zimujący. Według szacunków Monitoringu Pospolitych Ptaków Lęgowych, w latach 2013–2018 krajowa populacja liczyła 234–297 tysięcy par lęgowych. Spotkać go można w górach aż do górnej granicy lasu. W październiku na Wybrzeżu obserwuje się osobniki z północnej Europy wędrujące wtedy na południe, aby tak spędzić zimę.

## Charakterystyka

### Cechy gatunku

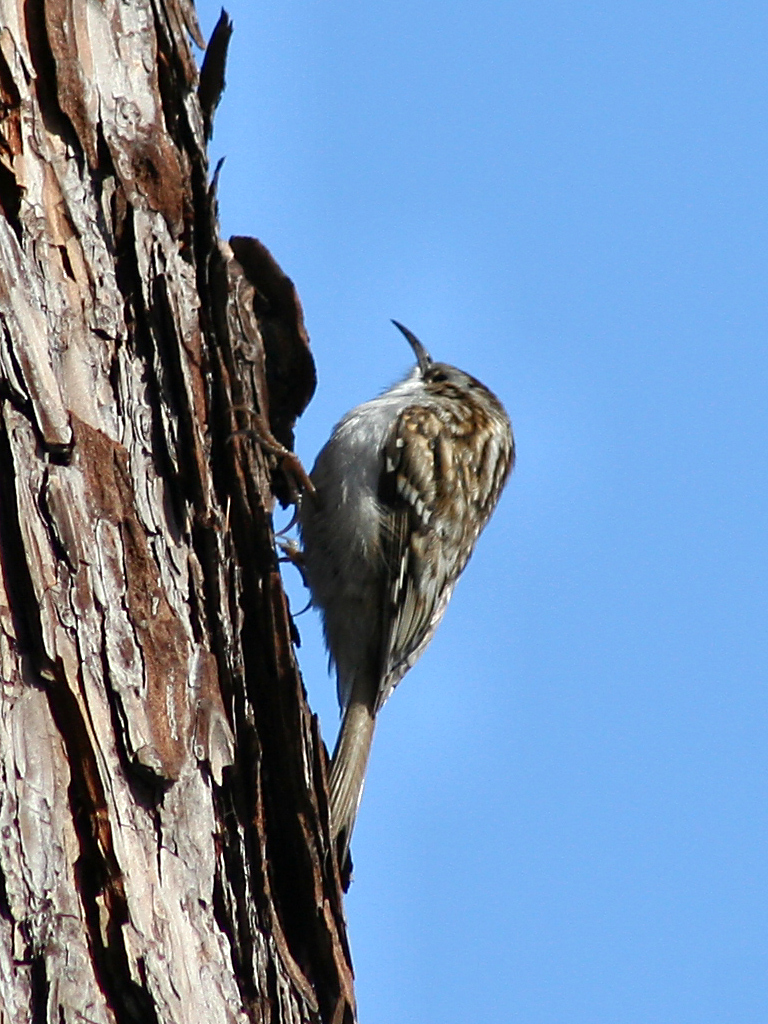
Pełzacz leśny (na zdjęciu) jest bardzo podobny do pełzacza ogrodowego

Ptak o bardzo smukłej sylwetce, którą podkreśla jeszcze długi ogon i dziób. Obie płci ubarwione jednakowo i równie niepozornie (nie do odróżnienia w terenie). Upierzenie z wierzchu brązowe, nakrapiane jaśniejszymi plamkami, od spodu białe (często szaro lub brązowo przybrudzone od dotykania pni, po których chodzi), doskonale maskuje wspinającego się po korze drzewa ptaka. Skrzydła paskowane beżowo, czarno i biało. Ogon brązowy, z długimi i sztywnymi sterówkami, którymi ptak podpiera się, chodząc po pniach drzew. Nad okiem biała pręga sięgająca aż do podstawy dzioba, który jest długi i lekko zakrzywiony w dół. 

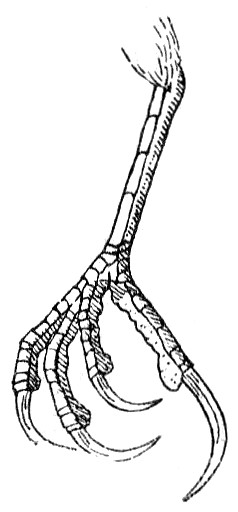
Tylny pazur u pełzaczy jest wyraźnie dłuższy

Bardzo podobny do pełzacza ogrodowego, od którego różni się kilkoma trudnymi do zaobserwowania z daleka cechami: trochę jaśniejszym odcieniem upierzenia, barwą kupra (u p. ogrodowego beżowobrązowy, u leśnego – biały), długością pręgi nad okiem, dzioba i tylnego pazura (u p. ogrodowego pręga krótsza i o barwie jakby przybrudzonej, dziób dłuższy i smuklejszy, tylny pazur krótszy niż u p. leśnego), długością ogona (krótszy u p. leśnego), szerszą białą brwią. Inny jest też nieco układ pasków i plamek na skrzydłach. Jest o wiele mniejszy od wróbla.

### Zachowanie
To ptak ruchliwy i mało płochliwy. Nie kryje się przed człowiekiem, choć maskujące upierzenie utrudnia zauważenie. Zimą i po okresie lęgowym często przyłącza się do innych gatunków, tworząc stada mieszane – z sikorami, raniuszkami, kowalikami, dzięciołami i mysikrólikami. Razem szukają pokarmu i wzajemnie ostrzegają się przed drapieżnikami. Nie obserwuje się jednak grup złożonych tylko z tego gatunku. Szczególnie zimą kryje się też w dziuplach, a czasem nocuje w grupach po kilka osobników. Pełzacze układają się wtedy głowami do środka, a ogonami na zewnątrz. Gdy na danym terenie nie ma dziupli, schronienia przed wiatrem i miejsca na noclegowisko szukają w odpowiadających im rozmiarem zagłębieniach w korze.

### Głos
Najpewniejszą cechą rozpoznawczą jest głos: u pełzacza leśnego śpiew składa się z opadającej sekwencji bardzo wysokich dźwięków – delikatnego szczebiotu, a następnie wysokiego długiego trelu stopniowo opadającego z końcowym zwrotem melodii. Wabi cienkim tsjuuu. W terenie jedynie po czystym szczebiocie zakończonym przyjemnym trelem można rozpoznać, że dany osobnik jest samcem. Strofy śpiewu pełzacza leśnego są dłuższe i cichsze niż u pełzacza ogrodowego. Samiec śpiewa na drzewie w ruchu w trakcie szukania pokarmu.

### Wymiary średnie
długość ciała12 cm
rozpiętość skrzydeł19 cm

### Masa ciała
ok. 8–10 g

## Biotop
Lasy iglaste, liściaste i mieszane bogate w starodrzewy, jak też mniejsze zadrzewienia. Preferuje lasy górskie i subalpejskie, gdzie rzadziej występuje pełzacz ogrodowy. Omija jednak zadrzewienia miejskie i parki. Choć nazwa gatunkowa wskazuje, że pełzacz leśny z ogrodowym wymijają się siedliskami, w których występują, nie zawsze jest to prawdziwe i nie można sugerować się przy oznaczaniu. W kraju zasiedla olsy, grądy, łęgi i stare bory, zarówno ich obrzeża jak i wnętrza. W parkach i ogrodach można go zobaczyć, gdy dominują tam drzewa iglaste.

## Okres lęgowy

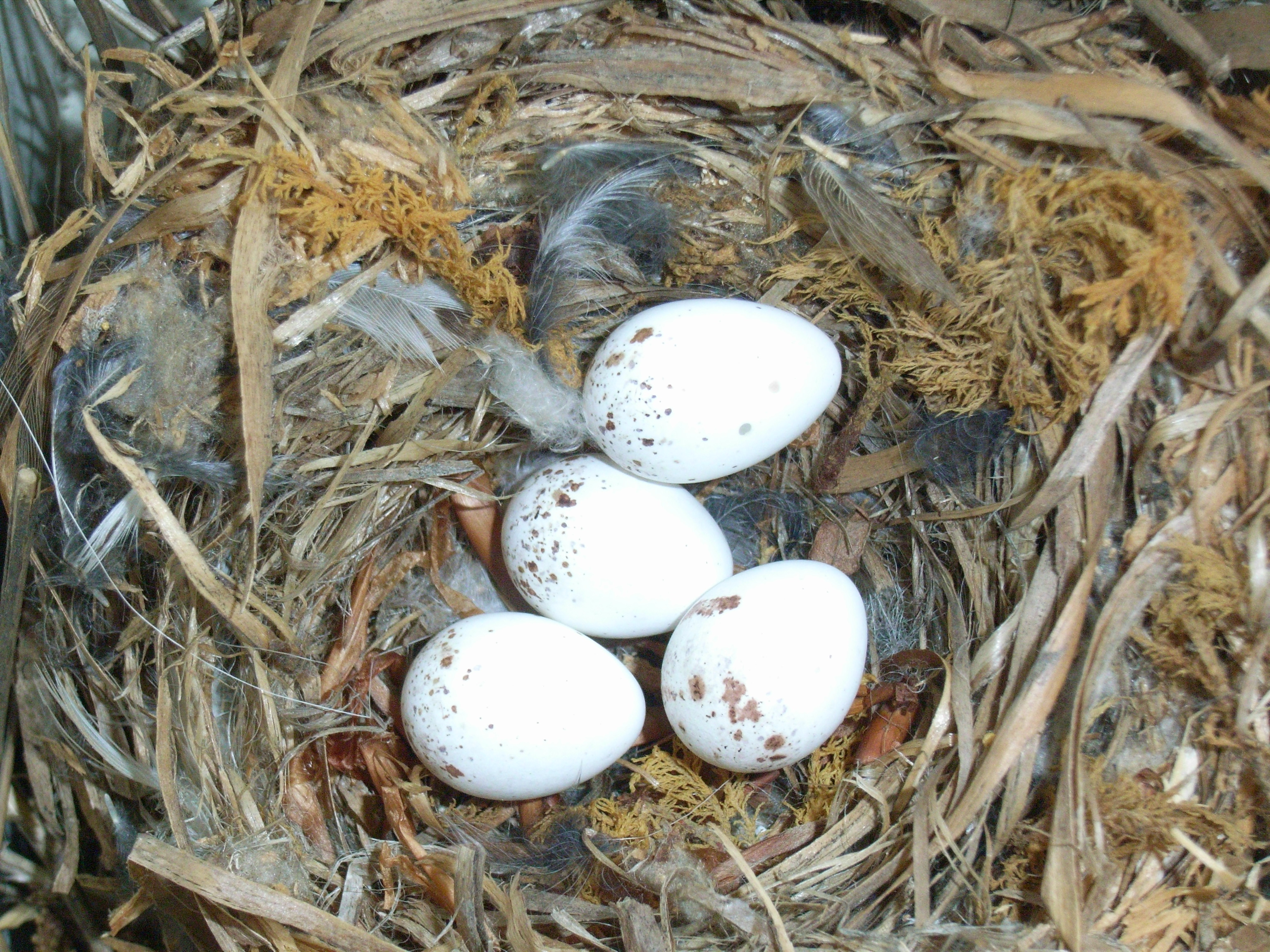
Jaja pełzacza

### Gniazdo
Na drzewie, w szparach i załomach pękniętej kory, dziuplach, szczelinach budynków, stertach kamieni, za stropowymi belkami, w stertach ułożonego drewna. Gniazdo wyścielone jest cienko drobnymi gałązkami, piórami, sierścią, mchem i źdźbłami traw. Budują je suche gałązki, kawałki kory, igły sosnowe, łyko i drewna. Korzysta także ze skrzynek lęgowych. W sztucznych stanowiskach łatwo go zauważyć, ponieważ w podstawie gniazda wplecione są suche patyczki i cała konstrukcja jest dość duża. Za większość budowy lęgowiska odpowiedzialna jest samica. Tworzone pary są monogamiczne.

### Jaja
1–2 lęgi w kwietniu–maju (czasem przeciąga się do czerwca). Składa 5–6 (nawet do 8) jaj o wymiarach 16×12 mm, brudnobiałych, brązowych z delikatnymi rdzawymi cętkami.

### Wysiadywanie, pisklęta
Jaja wysiadywane są przez okres 13 do 17 dni wyłącznie przez samicę. Kolejne 2 tygodnie rodzice karmią swoje młode w gnieździe. Gdy potomstwo wyleci, dokarmiane jest jeszcze kilka dni. Lotność uzyskują po 13–18 dniach. Jest to okres, w którym młode pełzacze potrafią już przelatywać przynajmniej pomiędzy pobliskimi drzewami.

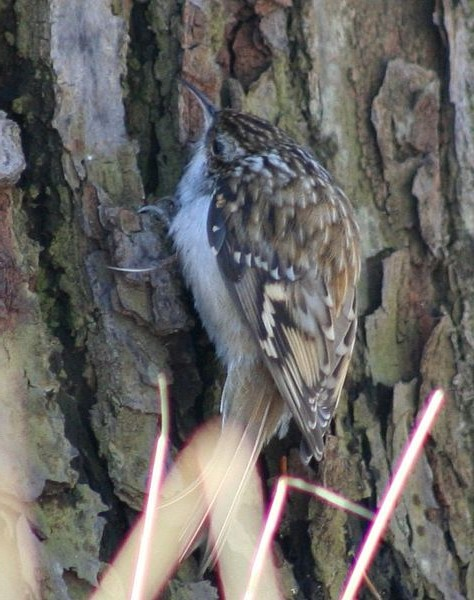
Środkowoeuropejski pełzacz żerujący na pniu drzewa

## Pożywienie
Owady i ich larwy, poczwarki, jaja, pająki i drobne nasiona jesienią oraz zimą. Charakterystyczny sposób zbierania pokarmu: zaczynając od podstawy pnia, ruchem okrężnym spiralnie głową do góry wspina się po drzewie wokół i w górę pnia podskokami do korony, wyszukując w korze owady i pająki, a następnie przelatuje na podstawę pnia kolejnego drzewa. To zachowanie umożliwiają ptakowi silne palce o długich pazurach. We wspinaczce pomagają też potężne sterówki, którymi się podpiera.
Dieta i sposób spożywania najróżniejszych bezkręgowców z powierzchni kory drzew i wyciąganie ich pincetowatym, cienkim i zakrzywionym dziobem ze szczelin przypomina zachowania blisko spokrewnionego pełzacza ogrodowego. Czasem żeruje na ziemi. Tylko wyjątkowo łapie owady w locie.

## Status i ochrona
IUCN uznaje pełzacza leśnego za gatunek najmniejszej troski (LC, Least Concern). Liczebność światowej populacji, wstępnie obliczona w oparciu o szacunki organizacji BirdLife International dla Europy z 2015 roku, zawiera się w przedziale 40–80 milionów dorosłych osobników. Globalny trend liczebności populacji uznawany jest za stabilny.
Na terenie Polski pełzacz leśny jest objęty ścisłą ochroną gatunkową. Na Czerwonej liście ptaków Polski został sklasyfikowany jako gatunek najmniejszej troski (LC).